# 愛は未来へ…
「愛は未来へ…」（あいはみらいへ…）は、1980年（昭和55年）3月20日に公開された徳間大映の映画『宇宙怪獣ガメラ』の主題歌。

## 解説
大映倒産後、徳間書店グループの資本を得て9年ぶりに復活した「ガメラ映画」の新作『宇宙怪獣ガメラ』（湯浅憲明監督）で主題歌使用された。劇中、スーパーウーマン「キララ」役で主演したマッハ文朱（当時20歳）が歌唱している。

## シングルレコード
映画公開に合わせ、徳間グループ傘下の「ミノルフォンレコード」からシングルレコードが発売された。B面収録で、A面は「生きてるかぎり」だった。
1. 「生きてるかぎり」
2. 「愛は未来へ…」
  - 作詞：やまひさし
  - 作・編曲：菊池俊輔
  - 歌唱：マッハ文朱
  - 発売：ミノルフォンレコード
  - 日本音楽著作権協会許諾番号第7912479号